# Dänische Musikcharts
Hitlisten, Tracklisten sind die Namen der dänischen Musikcharts.
Die dänischen Musikcharts werden von Nielsen Music Control und teils vom dänischen Verband der IFPI erhoben. Sie werden auf der Chart-eigenen Website hitlisten.nu veröffentlicht.

## Geschichte
1965–1993:  IFPI charts
Im April des Jahres 1965 begann der dänische Verband der IFPI eine 20 Einheiten große Chartliste, Top 20 Chart, monatlich zu evaluieren und in dänischen Zeitungen zu veröffentlichen.
Ab April 1969 wurden diese in einem wöchentlich Rhythmus erstellt und herausgegeben. Vom Mai 1973 bis Dezember 1978 wurden Singles und Alben in einer Chartliste, auf Bitten der inländischen Radiosender, zusammengefasst, um das Chartprogramm vielfältiger anbieten zu können.
1993–2001: Nielsen Music Control & IFPI
Ab 1993 übernahm Nielsen Music Control, als AC Nielsen, die Entwicklung und Publikation der dänischen Musikcharts, vom dänischen IFPI Verband.
2001–2007: Hitlisten
Mit dem Jahresbeginn 2001 waren die dänischen Charts, Single Top-20 und Download Top 20, unter dem Namen Hitlisten geführt.
Ab 2007: Tracklisten und Hitlisten
Im November 2007 entstanden mit Tracklisten Alben-Charts, Streaming-Charts und Single-Charts, die anstelle der bisherigen Hitlisten-Charts weitergeführt wurden.
Diese Charts werden darüber hinaus  teils vom IFPI Dänemark evaluiert.
- Track Top-40 (for singles)
- Album Top-40 (for albums)
- Streaming Top-20. (For singles)

Weitere Charts bzw. Rankings werden unter dem Begriff Hitlisten geführt:
- Compilation Top-10
- Bit Album Top-20
- Bit Track Top-20
- Ringtoner Top-10
- Airplay Top-20 (for radio airplays)
- Musik DVD Top-10
- Entertainment DVD Top-10
- TV-serie DVD Top-20